# Gormi
Gormi è una suddivisione dell'India, classificata come nagar panchayat, di 17.255 abitanti, situata nel distretto di Bhind, nello stato federato del Madhya Pradesh. In base al numero di abitanti la città rientra nella classe IV (da 10.000 a 19.999 persone).

## Geografia fisica
La città è situata a 26° 35' 58 N e 78° 30' 54 E e ha un'altitudine di 146 m s.l.m..

## Società

### Evoluzione demografica
Al censimento del 2001 la popolazione di Gormi assommava a 17.255 persone, delle quali 9.363 maschi e 7.892 femmine. I bambini di età inferiore o uguale ai sei anni assommavano a 2.939, dei quali 1.610 maschi e 1.329 femmine. Infine, coloro che erano in grado di saper almeno leggere e scrivere erano 10.625, dei quali 6.696 maschi e 3.929 femmine.